# 哈馬黑拉板塊
哈马黑拉板块最近(1990年代)作为印度尼西亚东部摩鹿加海碰撞带的微型板块被提出。

## 区域构造
摩鹿加海地区的地质构造很独特，是唯一一个有活跃的弧-弧碰撞、包含两个方向的隐没带形成的洋盆的地方。摩鹿加海板块还能分成许多小型构造板块，如哈马黑拉板块和桑义赫板块。整个复合体现在被称为摩鹿加海碰撞带。
哈马黑拉与摩鹿加海板块分离、作为微板块的假说尚未被一些古地质学家接受。有人认为哈马黑拉只是摩鹿加海板块东部的突起，就像桑义赫板块是摩鹿加海板块西部的突起一样。到目前为止很明显的是，在45至25Ma的新近纪期间，哈马黑拉板块曾是摩鹿加海俯冲板块的一部分。:377

地震震频显示哈马黑拉板块东缘向下一直到200km深。地震断层照相术支持哈马黑拉板块至少到了400km深。桑义赫板块和哈马黑拉板块都暴露于地表，而摩鹿加海板块则完全位于它们之下。摩鹿加海板块的南界同时也是菲律宾海板块和澳洲板块的边界，这条分界正向北移动。因为桑义赫板块和哈马黑拉板块都与摩鹿加海板块存在连续性，所以3个板块其实都在和澳洲板块一起向北运动。
R Hall和W Spakman将鸟首板块下约400–600km深处的平坦高速区域解释为哈马黑拉板块下面残存的俯冲板块，西里伯斯海下约700–1000km深度的另一个平坦高速区域则是桑义赫板块下面残存的俯冲板块，两者都在45至25Ma以前发源自俯冲到菲律宾-哈马黑拉岛弧下的板块。
这个模型中，鸟首板块和哈马黑拉板块被索隆断层分开，它是一个巨大的侧面东西向断层。
一个更早的模型认为这里形成火山岛弧哈马黑拉岛弧，但它没有构造板块为基。1990年代以来的研究以哈马黑拉板块理论替代了这项理论。